# Chazeuil (Côte-d'Or)
Chazeuil é uma comuna francesa na região administrativa da Borgonha-Franco-Condado, no departamento de Côte-d'Or. Estende-se por uma área de 18,8 km². Em 2010 a comuna tinha 200 habitantes (densidade: 10,6 hab./km²).